# Wouter Weylandtroute

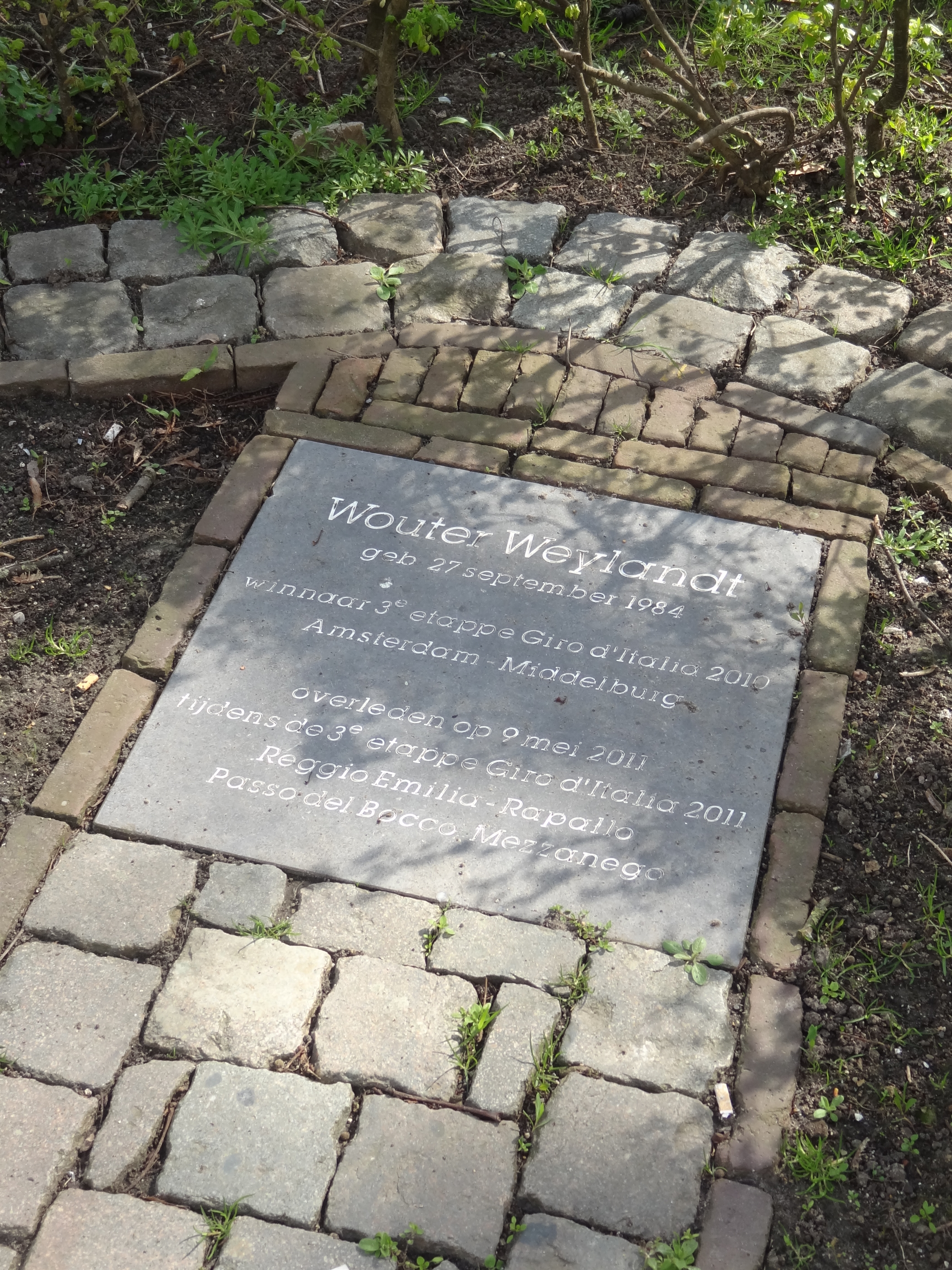
Monument ter nagedachtenis aan Wouter Weylandt aan het einde van de route in Middelburg (Zeeland)

De Wouter Weylandtroute is een fietsroute van 56 km in de Nederlandse provincie Zeeland . De toeristische wielerroute volgt in hoofdlijnen het parkoers van de etappe Amsterdam-Middelburg uit de Ronde van Italië van 2010. Deze etappe werd gewonnen door Wouter Weylandt die een jaar later in de Ronde van Italië ten val kwam en overleed. De route is een eerbetoon aan hem en is niet bewegwijzerd zoals de andere wielerroutes in Zeeland. Ze is wel bewegwijzerd via het fietsroutenetwerk en kan worden gevolgd door knooppunten te volgen. De route start in Westenschouwen aan de voet van de Oosterscheldekering. De route loopt over Schouwen-Duiveland, Noord-Beveland en Walcheren. De finish is op de Dam in Middelburg bij het monument ter nagedachtenis aan Wouter Weylandt.

## Verloop
De route gaat over de Oosterscheldekering en over de Veerse Gatdam. Via Vrouwenpolder, Oostkapelle, Domburg gaat het over de Westkappelse Zeedijk. Tussen Oostkapelle en Domburg gaat de route door de Manteling van Walcheren. 
Na Westkapelle blijft de route via Zoutelande en Dishoek dicht bij de kust om na Vlissingen naar Middelburg te lopen waar de finish ligt op de Dam. De route verloopt over knooppunten van het fietsroutenetwerk in Zeeland.
Andere wielerroutes in Zeeland zijn de Jan Raasroute, Jo de Rooroute, Keetie van Oosten-Hageroute, Theo Middelkamproute en de Zeeuwse Windroute. Deze zijn wel bewegwijzerd.

## Zeeuwse Wieler Wind Zesdaagse
Sinds 2017 organiseert Sport Zeeland samen met plaatselijke wielerorganisaties de Zeeuwse Wieler Wind Zesdaagse. In 6 weekenden worden uitdagende recreatieve routes door de provincie Zeeland uitgezet waarbij gebruik wordt gemaakt van de bewegwijzerde wielerroutes en de Wouter Weylandtroute eveneens wordt toegevoegd, zij het dat de route hier anders is. Bij deze zesdaagse is het een lusvormige route van 85 km die start in Middelburg en vertrekt langs het monument op de Dam. Achtereenvolgens gaat het door Arnemuiden naar het Veerse Meer om dit meer te volgen tot Veere. Na Vrouwenpolder gaat het over de Veerse Gatdam en de Oosterscheldekering tot het voormalige werkeiland Neeltje Jans waar de route een lus maakt. Dan gaat het zuidwaarts terug naar de Veerse Gatdam en via de voornoemde kustplaatsen Vrouwenpolder, Oostkapelle, Domburg en Westkapelle. Vlak voor Zoutelande verlaat de route de kust om via buurtschap Sint Janskerke, Meliskerke, Kapel van Hoogelande en buurtschap Brigdamme rond Middelburg te lopen om vlak bij de Dam de stad in te gaan.

## Aansluitingen op andere fietsroutes
- Op veel plaatsen kan gebruik worden gemaakt van het fietsroutenetwerk ter plaatse.
- Bij Westenschouwen kan worden aangesloten op de LF Kustroute (onderdeel van de EuroVelo EV12 Noordzeeroute) en op de Zeeuwse Windroute. Op meerdere plekken kan worden aangesloten op de LF Kustroute en op de Zeeuwse Windroute.
- In Breezand kan worden aangesloten op het Rondje Veerse Meer.
- In Breezand kan worden aangesloten op de Ku(n)stpicknickplekkenroute. Deze route komt de Ku(n)stpicknickplekkenroute op meerdere plekken tegen.